# Hertha Linders
Anna Hertha Regina Vagenius-Linders, född 22 juli 1913 i Brunflo församling, Jämtlands län, död 1998, var en svensk målare och tecknare. 
Hon var dotter till majoren Harald Vagenius och Hertha Amnéus och från 1937 gift med lantmätaren Sigurd Linders. Hon studerade vid Tekniska skolan och vid Edward Berggrens målarskola i Stockholm och under ett par studieresor till Italien. Tillsammans med Thorfrid Olsson ställde hon ut i Skellefteå och hon ställde ut separat i bland annat Piteå. Hon medverkade i samlingsutställningen Norrland i konsten som visades i Skellefteå 1945 och i yngre Västerbottens konstnärers utställning i Umeå 1951 samt i Liljevalchs vårsalonger. Hennes konst består av landskap och italienska industrisamhällen.